# غاري فينش
غاري فينش (بالإنجليزية: Gary Finch)‏ هو سياسي أمريكي، ولد في 13 مارس 1944 في أوبورن في الولايات المتحدة. نشط حزبياً في الحزب الجمهوري. وقد انتخب عضو جمعية ولاية نيويورك.